# Tetramerium nemorum
Tetramerium nemorum är en akantusväxtart som beskrevs av T. S. Brandegee. Tetramerium nemorum ingår i släktet Tetramerium och familjen akantusväxter. Inga underarter finns listade i Catalogue of Life.